# Pierre de Bérard
Pierre de Bérard est mort à Agen le 21 juillet 1477, est un prélat catholique français du XVe siècle. 

## Biographie
Pierre de Bérard était le fils de Pierre Bérard, seigneur de Croix de Bléré, près de Tours, trésorier de France, et de Jeanne de Charita. Un de ses frères, Martin, a été chanoine d'Agen. Un autre, Jean, est chevalier, seigneur de Chissé, et a été premier président du parlement de Bordeaux en 1472. La famille Bérard, qui s'était installée en Agenais au XVe siècle, possédait les châteaux de Monteils et de Lafox.
Il est élu évêque d'Agen à la suite de la résignation de son prédécesseur Jean Borgia, le 10 juin 1461. Quand il est élu, il n'a pas encore terminé ses études. Il a alors confié l'administration de son diocèse à son prédécesseur, Jean Borgia, et à son parent, Philippe Bérard. Il a envoyé de Chissay des lettres de vicaire général à Jean Borgia le 1er août 1461. Jean Borgia a continué à être nommé évêque d'Agen jusqu'en 1464.
Il fait son entrée solennelle à Agen le 6 mars 1467, accompagné de l'évêque de Lectoure et de l'évêque de Bazas, de l'abbé de Saint-Maurin, ainsi que des seigneurs de Beauville, de Montpezat, de Montastruc, de Pujols et de Lauzun.
Après s'être plaint des empiètements du pouvoir civil sur ses droits, il obtient en 1464 de Louis XI des lettres de confirmation de son paréage mais son baile est privé de la juridiction criminelle.
Pierre de Bérard siège à la grande assemblée de notables qui s'est tenue à Tours le 1er avril 1467.
Pierre de Bérard fait faire une enquête pour établir ses droits. Confondant la Comitalie avec la Comté, il prend le titre de comte d'Agen. Le premier écrit pour lequel il utilise ce titre est daté du 23 mars 1469. S'étant plaint auprès du duc de Guyenne, Charles, le frère de Louis XI, des empiétements sur son pouvoir. Dans la lettre de  réponse de ce prince à son sénéchal, datée du 17 février 1470, il écrit que dans les dernières années de l'épiscopat de Jean Borgia il avait été dépouillé de ses privilèges, « chose qui est à la totale destruction de la fondation de son église, et à son grand grief, préjudice et dommage ». Charles écrit encore de Cahors aux maîtres de requêtes de son hôtel pour faire cesser les abus du sénéchal qui avait demandé les hommages des seigneurs qui étaient des vassaux de l'évêque.
À la mort de son père, l'évêque pris possession des deux châteaux de Monteils et de Lafox. Par son testament qu'il a fait 19 juillet 1477, il a donné ces châteaux sous conditions au chapitre de la cathédrale d'Agen. Il a aussi fait de son neveu, Pierre Bérard, fils de son frère, Jean Bérard, premier président du parlement de Bordeaux. Après sa mort, son frère, premier président du parlement de Bordeaux, a attaqué le testament. Il vendit les châteaux à Arnaud de Durfort, baron de Bajamont et seigneur de Laroque-Timbaud et de Castelnoubel, le 7 novembre 1477, pour 2 000 écus d'or. Les chanoines n'osèrent se défendre car le roi Louis XI était intervenu en faveur de cette vente et cédèrent leurs droits pour 1 200 livres tournois. Arnaud de Durfort a traité ensuite avec le chapitre pour la fondation d'une psallette à la cathédrale Saint-Étienne d'Agen pour y former de jeunes chanteurs, enfants de chœur.